# Segment sol

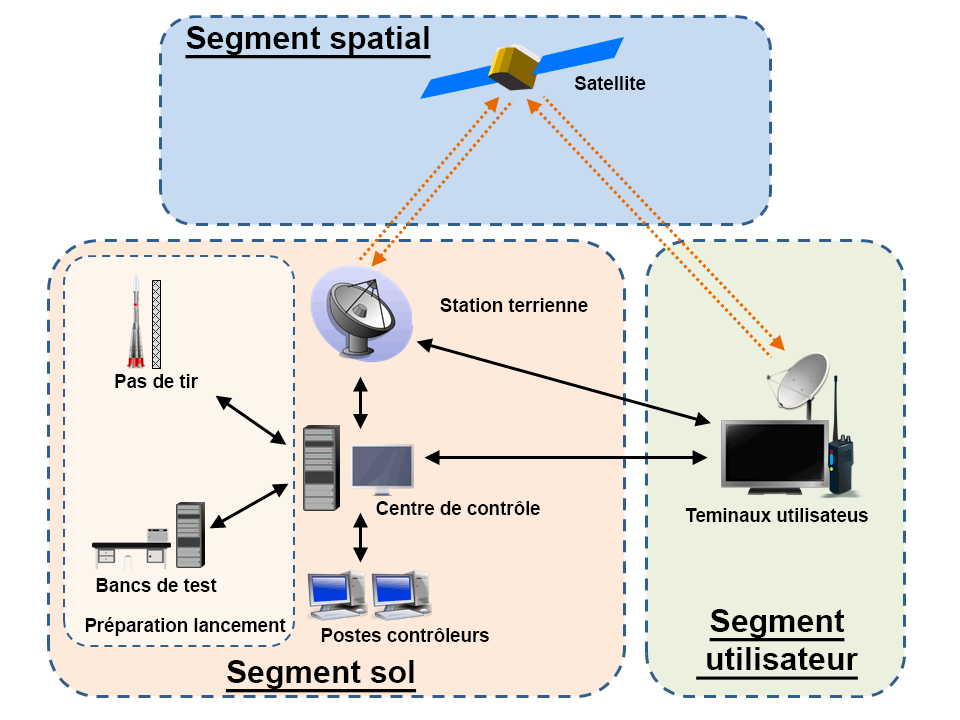
Schéma montrant les périmètres respectifs des segment sol, segment spatial et segment utilisateur d'une mission spatiale.

Le segment sol est l'ensemble des moyens et équipements au sol nécessaires à la réalisation d'une mission spatiale. Le segment sol comprend un réseau de stations terriennes qui permettent de communiquer avec l'engin spatial, un centre de contrôle chargé de suivre et contrôler le déroulement de la mission et pour certaines missions un  centre de collecte et de traitement des données produites par la charge utile de l'engin spatial (données scientifiques, images, ....). Ce dernier élabore les instructions destinées aux instruments embarqués et diffuse et archive les données traitées. Le segment sol s'oppose au segment spatial (engin spatial dans l'espace) et au segment utilisateur (équipements exploitant les données collectées par l'engin spatial pour répondre aux besoins finaux de l'utilisateur).

## Centre de contrôle de mission
Le fonctionnement des satellites est en grande partie automatisé mais certaines tâches de maintenance ou liées à la mission doivent être assurées par des moyens situés au sol (segment sol). Les principales tâches assurées depuis le sol sont :
- la surveillance des paramètres de fonctionnement (télémesures) ;
- la correction des anomalies ;
- le contrôle et les corrections de la trajectoire ;
- l'envoi d'instructions à la charge utile ;
- la collecte et le traitement des données recueillies par la charge utile.

Le centre de contrôle de mission peut être  spécifique à une mission donné (certaines missions scientifiques) ou mutualisé (par exemple l'ESOC pour les missions de l'Agence spatiale européenne). 

### Surveillance des paramètres de fonctionnement et la correction des anomalies
Le satellite mesure de manière automatique de nombreux paramètres (tension électrique, température, pression dans les réservoirs…) permettant au contrôle au sol de s'assurer de son bon fonctionnement. Si la valeur d'une de ces télémesures (mesure à distance) sort des fourchettes définies par avance, le contrôleur est alerté. Après analyse de l'impact et étude des solutions, il envoie, si c'est nécessaire et techniquement possible, des instructions pour ramener le fonctionnement du composant défaillant à la normale ou pallier son dysfonctionnement : à cet effet de nombreux équipements à bord des satellites sont doublés ou triplés pour compenser l'impossibilité d'intervenir sur place pour réparer. Certaines pannes sont néanmoins imparables (blocage des mécanismes de déploiement des panneaux, problème sur le moteur d'apogée…). Les organisations qui mettent en œuvre des satellites devant absolument assurer un service continu — satellites de télécommunication, satellites d'observation avec des contraintes commerciales (Spot, Ikonos), satellites militaires (GPS), satellites météo… — disposent généralement d'au moins un satellite de secours déjà en orbite qui est activé et positionné en cas de défaillance de l'engin opérationnel.

### Contrôle et les corrections des paramètres de la trajectoire
Pour remplir sa mission, le satellite doit suivre une orbite et maintenir son orientation en limitant les écarts à des valeurs inférieures à celles définies pour la mission. Le maintien à poste du satellite, souvent piloté depuis le centre de contrôle, consiste à contrôler et corriger les écarts lorsque ceux-ci deviennent trop importants.
Le satellite subit constamment des perturbations qui modifient son orbite en l'éloignant de l'orbite de référence. Dans le cas d'un satellite en orbite géostationnaire, sa latitude normalement nulle est modifiée sous l'influence de la Lune et du Soleil (perturbation nord-sud). Les irrégularités du champ de gravité terrestre induisent un retard ou une avance sur la trajectoire nominale (perturbation est-ouest). Une déformation similaire de l'orbite est due à la pression de la radiation solaire. Les écarts par rapport à l'orbite de référence sont acceptés tant qu'ils sont inférieurs à un dixième de degré en longitude et en latitude. Si l'écart est supérieur, la trajectoire doit être corrigée en utilisant la propulsion du satellite.
Le centre de contrôle du satellite effectue ces corrections après avoir mesuré les écarts avec précision grâce aux stations terrestres et déduit les corrections à apporter. L'opérateur envoie alors vers le satellite des instructions par la liaison montante de télécommunications (liaison de télécommande) : celles-ci déclenchent les moteurs pour une durée et une poussée soigneusement calculée à des endroits précis de l'orbite pour optimiser la consommation du carburant. Sur un satellite géostationnaire les plus grosses corrections concernent la dérive nord-sud : il faut fournir une vitesse cumulée de 40 à 50 m/s par an pour corriger cette déviation (à comparer à l'impulsion spécifique de 1 500 m/s nécessaire pour le transfert en orbite géostationnaire).
L'orientation du satellite doit être également maintenue avec une grande précision durant toute la durée de vie du satellite pour que ses instruments fonctionnent correctement. En particulier les satellites d'observation doivent assurer le pointage de leur optique avec une précision d'environ 0,1° en limitant les mouvements de rotation supérieurs à 0,005°/s (qui peuvent être induits par le mouvement de pièces mécaniques) sous peine d'obtenir des images floues ou déformées. Le calculateur embarqué du satellite utilise ses senseurs pour déterminer périodiquement l'orientation du satellite. Les gyromètres mesurent les vitesses angulaires autour de chaque axe. Lorsque les seuils de tolérance sont dépassés, le calculateur utilise alors le système de propulsion du satellite ou effectue ces corrections en agissant sur des volants d'inertie.

### Envoi d'instructions à lacharge utile
Le satellite dispose d'une certaine autonomie dans l'accomplissement de sa mission. Mais certains des paramètres et le déclenchement des opérations sont fournis ou confirmés par le contrôle au sol : ainsi dans le cas d'un satellite d'observation à vocation commerciale, le programme de prises de vue, qui entraîne des séquences précises de déclenchement et d'orientation de l'optique, est défini au cours de la mission en fonction des besoins exprimés par les clients finaux. Les séquences d'instruction correspondantes sont transmises au satellite périodiquement lorsque celui-ci est en visibilité d'une des stations terrestres.

### La collecte et le traitement des données de la charge utile
La charge utile des satellites recueille des données qui doivent être transmises au sol à des centres de traitement dédiés capables de les exploiter (cela ne concerne pas les satellites de télécommunications et de positionnement dont la mission se limite à assurer un rôle de relais ou à transmettre des données vers des terminaux banalisés). Les données sont destinées au client qui peut être, selon le type de mission, la société ou l'organisme qui a commandé le satellite (par exemple Spot Image ou l'ESA) ou le client final (par exemple la société ou l'organisme qui achète les images de Spot Image). Si ce dernier reçoit ces données via son propre réseau d'antennes il doit disposer d'un décodeur lui permettant d'utiliser les informations transmises par le satellite. Les données ne peuvent être transmises que lorsque les stations terrestres sont en visibilité ce qui nécessite des capacités de stockage importantes à bord du satellite. L'architecture des installations de collecte et de traitement des données peut être complexe lorsque celles-ci proviennent de plusieurs réseaux nationaux de satellites comme c'est le cas pour les données météorologiques.

## Le réseau de stations terriennes
Les échanges entre le centre de contrôle de mission et l'engin spatial se fait par le biais de communications radio qui mettent en œuvre des stations terriennes.

### Rôle
Une station terrienne est une installation comprenant une antenne parabolique, un émetteur-récepteur radio et des équipements électroniques et informatiques qui permettent d'établir une liaison radio avec l'engin spatial. Une  station terrienne peut être fixe ou mobile (par exemple embarquée sur un navire ou sur un engin routier). Une station terrienne remplit un ou plusieurs des rôles suivants :
- Réception de télémesures c'est-à-dire des données portant sur l'état du satellite (fonctionnement des équipements, ...)
- Réception des données collectées par la charge utile : images, autre données scientifiques
- Transmission des commandes à exécuter par l'engin spatial : changement d'orbite, modification de l'orientation, mise en œuvre des instruments présents dans la charge utile
- Détermination de la position et de la trajectoire du satellite.

### Réseaux de stations terriennes
Les stations terriennes appartiennent et sont mises en œuvre par des agences spatiales (par exemple réseau ESTRACK pour l'agence spatiale européenne), par des bases de lancement, par des opérateurs de satellites de télécommunications ou par d'autres types d'opérateurs privés. Les principales agences spatiales disposent de deux types de stations terriennes distincts : des stations dédiées au contrôle des satellites circulant sur une orbite terrestre (par exemple le Near Space Network de la NASA) et un nombre réduit de stations terriennes (généralement trois sites répartis sur le globe pour assurer une couverture globale de l'espace)  chargées du suivi des missions interplanétaires qui nécessitent des antennes paraboliques de très grande taille (pour la NASA le Deep Space Network).

### Recours aux satellites relais
Le réseau de stations terriennes ne permet pas une couverture continue des engins spatiaux circulant sur une orbite basse. En effet le satellite n'est en visibilité de la station terrienne que durant quelques minutes et il est impossible d'un réseau terrienne permettant une couverture continue pour des raisons de cout et du fait que les océans recouvrent les deux tiers de la surface du globe. Pour certains missions (station spatiale, certains télescopes spatiaux) et durant le lancement d'un engin spatial cette couverture continue est souhaitable. Pour l'obtenir les principales agences spatiales ont déployé des constellations satellites relais circulant en orbite gestionnaire qui maintiennent une liaison constante avec une station terrienne tout en ayant en visibilité les différents satellites circulant en orbite basse  (pour la NASA la constellation TDRS).   

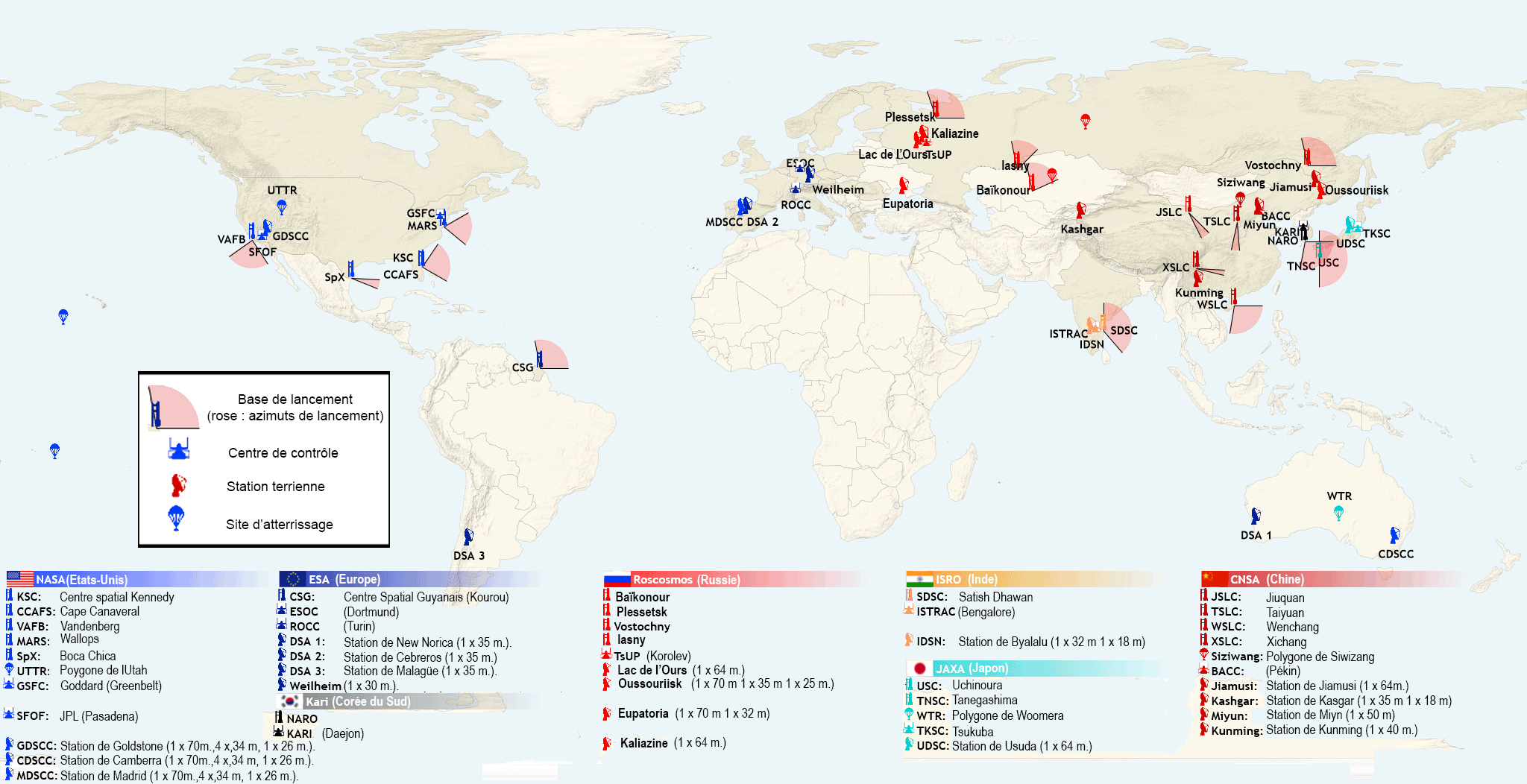
Les principales installations faisant partie du segment sol dans le monde : bases de lancement, centres de contrôle, stations terriennes.